# Agustín Miró
Pour les articles homonymes, voir Miro.
Miró i Caballé est un nom catalan. Le premier nom de famille, paternel, est Miró ; le second, maternel, souvent omis, est Caballé ; les deux sont fréquemment liés par la conjonction « i ».
Agustín Miró Caballé, né le 22 septembre 1922 à Amposta et mort le 25 décembre 2012 dans le même lieu,, est un coureur cycliste espagnol.

## Biographie
Agustín Miró est originaire d'Amposta, une commune située dans la province de Tarragone en Catalogne. Issu d'une famille paysanne, il devient orphelin à l'âge de quatorze ans. Il commence le cyclisme durant sa jeunesse, alors qu'il est installé à Barcelone avec sa sœur. 
Lors du Tour du Levant 1940, il se révèle en terminant sixième du classement général, alors qu'il est âgé de dix-neuf ans. En 1942, il remporte une étape du Tour de Catalogne. Il participe également à son premier Tour d'Espagne, où il abandonne lors de la dernière étape. Il est cependant contraint d'abandonner la compétition durant trois ans pour effectuer son service militaire en Afrique. 
À son retour à Barcelone, il reprend le cyclisme, tout en travaillant dans le domaine agricole. Dans les années qui suivent, il remporte plusieurs étapes sur le Tour du Levant, et prend la deuxième place de l'édition 1947. En 1950, il s'impose sur une étape du Tour d'Espagne, sa plus grande victoire. 
Agustín Miró meurt le 25 décembre 2012 sur ses terres natales.

## Palmarès
- 1942
  - 10e étape du Tour de Catalogne
- 1947
  - 1re étape du Tour du Levant
  - 2e du Tour du Levant
- 1949
  - 4ea étape du Tour du Levant (contre-la-montre)
- 1950
  - 4ea étape du Tour d'Espagne

## Résultats sur le Tour d'Espagne
3 participations
- 1942 : abandon (17e étape)
- 1948 : 16e
- 1950 : 17e, vainqueur de la 4ea étape